# Bureau of Land Management
Pour les articles homonymes, voir BLM.
Le Bureau of Land Management (en français, Bureau de gestion du territoire), abrégé sous le sigle BLM, est une agence américaine qui fait partie du département de l'Intérieur des États-Unis et qui gère les terrains publics. Ces terrains couvrent environ 1 070 000 km2. Ces terres sont situées en grande partie dans l'ouest du pays.

## Organisation
L'agence emploie près de 9 000 personnes à plein temps et environ 1 000 à temps partiel ce qui représente 105 km2 par employé. Son budget annuel de 2007 avoisinait le milliard de dollars.
Ses missions visent à préserver la santé, la richesse de la diversité et la productivité des terres qui sont exploitées en préservant celles-ci pour les générations futures.

## Histoire

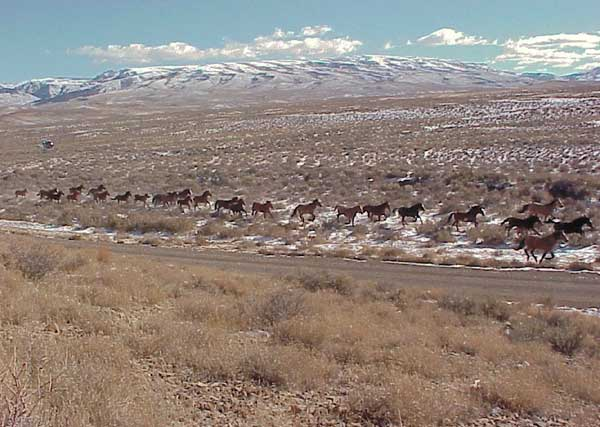
Simpson Park (Nevada), géré par le BLM.

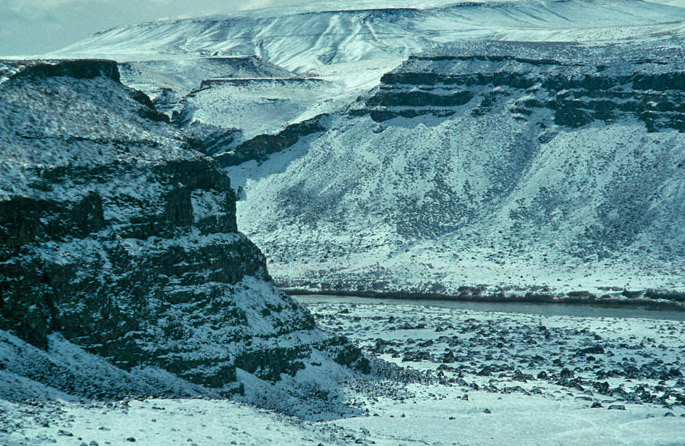
Snake River Canyon (Idaho), géré par le BLM.

L'origine de l'agence remonte à 1785 et à la Land Ordinance et en 1787 avec l'ordonnance du Nord-Ouest. Ces deux lois organisaient la gestion des terres après la guerre d'indépendance du pays. Des terres furent également achetées à l'Espagne et à la France. Le gouvernement du pays souhaitait attirer des colons dans toutes ces nouvelles terres de l'ouest. Ensuite, certaines de ces terres furent transformées en réserves naturelles (Wilderness Area) et en parcs nationaux américains. Le congrès réalisa toute une série de lois visant à gérer les activités apportées par ces terres comme les activités d'élevages, forestières, minières, pétrolières et gazières.
C'est en 1946, que le BLM fut formé sous sa dénomination actuelle en reprenant d'anciens services et en les mettant sous la tutelle du département de l'intérieur.

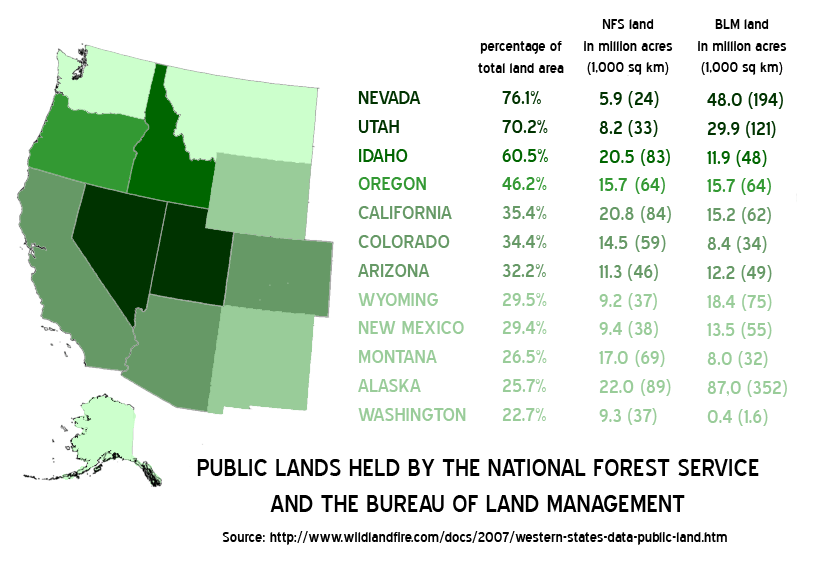
2007 Pourcentages des terres gérées par le BLM dans les États de l'ouest du pays.

Le BLM propose également aujourd'hui des activités touristiques et de loisirs aux visiteurs des terres. Des activités de pêche, de camping, de randonnées, de chasse sont possibles sur les terres gérées par le BLM. Le service gère 205 498 km de cours d'eau aptes pour la pêche, 8 900 km2 de lacs, 6 600 km de rivières navigables, etc. Le BLM gère près de 220 000 km2 de forêt. 210 000 km2 sont des forêts exploitées pour le bois.
Au cours de son histoire, l'agence a fait face à plusieurs mouvements d'opposition, parmi lesquels: la rébellion du Sagebrush dans les années 1970, la rébellion Bundy au Nevada en 2014 ou encore l'occupation milicienne du refuge faunique national de Malheur en 2016.